# Steklo
Stêklo je amorfna (nekristalinična), praviloma prozorna trdnina, ki ima veliko praktično, tehnološko in dekorativno uporabnost, na primer kot okensko steklo, posoda, izolacijski material (steklena volna) in optično vlakno za hiter prenos optičnih signalov. Osnovna sestavina stekla je silicijev dioksid (kremen, SiO2).
Najbolj znano in zgodovinsko najstarejše je natrijevo (ali soda-apno) steklo, iz katerega so narejene na primer steklenice, in okensko steklo. Natrijevo steklo vsebuje poleg kremenčevega peska tudi sodo (Na2CO3), ki zniža tališče, mlet apnenec (CaCO3), ki poveča njegovo trdnost in kemijsko odpornost, ter manjše količine drugih dodatkov. Med taljenjem potečeta naslednji kemijski reakciji:
SiO2 + Na2CO3 → CO2 + Na2SiO3
SiO2 + CaCO3 → CO2 + CaSiO3
Med druge najbolj znane vrste stekla spada kremenčevo steklo, ki se proizvaja iz čistega silicijevega dioksida. Svinčevo ali kristalno steklo ima velik lomni količnik in se uporablja za izdelavo dragih brušenih in nebrušenih izdelkov ter optičnih elementov (leče, prizme). Borovo steklo je zelo odporno proti kemikalijam in spremembam temperature in se uporablja predvsem za izdelavo laboratorijske steklovine.
Brezbarvno steklo se proizvaja iz zelo čistih surovin, ker ga že zelo majhne količine nečistoč tako ali drugače obarvajo. Za barvanje stekla se v talino dodajajo kovinski oksidi ali soli: železo ga obarva zeleno rumeno, kromov oksid zeleno, bakrov oksid modro, manganov oksid vijolično in zlato rdeče.
V znanosti se izraz steklo uporablja mnogo širše in zajema vse trdnine, ki imajo amorfno (nekristalinično) zgradbo in steklast prehod, ko se segrevajo proti temperaturi tališča. Med stekla v tem smislu spadajo tudi porcelani in mnogo termoplastov. Te vrste stekla se lahko proizvedejo iz zelo različnih gradiv: kovinskih zlitin, talin ionskih spojin, vodnih raztopin, molekularnih tekočin in polimerov. Polimerna stekla (poliakrilati, polikarbonati, polietilen tereftalati) so zaradi majhne gostote pogosto mnogo bolj primerna kot tradicionalna silicijeva stekla (steklenice, očesne leče).

## Fizikalne lastnosti

### Optične lastnosti
Steklo je izjemno uporabno predvsem zaradi njegove prepustnosti za vidno svetlobo, ki je polikristalinične snovi praviloma ne prepuščajo. Posamezni kristaliti so lahko prozorni, njihove fasete (ploskve med zrni) pa svetlobo odbijejo ali razpršijo, kar ima za posledico razpršen odboj svetlobe. Steklo ne vsebuje notranjih gradbenih podenot, ki bi bile povezane mejnimi ploskvami, zato ne sipa svetlobe. Površina stekla je običajno gladka, ker se med strjevanjem molekule podhladijo in se zato ne utegnejo zložiti v pravilno kristalno geometrijo, temveč se podrejajo površinski napetosti, ki jih zlaga v mikroskopsko gladko površino. Te lastnosti dajejo steklu prozornost, ki se ohrani tudi, če steklo delno absorbira svetlobo, se pravi, če je obarvano.
Steklo lahko po zakonih optike brez sipanja lomi, odbija in prepušča svetlobo, zato je uporabno za izdelavo okenskega stekla in leč. Običajna stekla imajo lomne količnike okoli 1,5. Z dodajanjem manj gostih primesi, na primer bora, se lomni količnik zmanjša (kronsko steklo), z dodajanjem gostejših primesi, na primer kremena (kremenčevo steklo) ali svinčevega oksida (svinčevo steklo), pa se lahko poveča do vrednosti 1,8. V zadnjem času se namesto svinčevega oksida uporabljajo manj strupeni oksidi, na primer cirkonijev, titanov in barijev oksid. Stekla z visokim lomnim količnikom, ki se uporabljajo za izdelavo brušene ali nebrušene steklene posode, dajejo bolj kromatično razpršeno svetlobo, podobno kot diamant, zato se običajno (netočno) imenujejo kristalna stekla.
Steklena plošča skladno s Fresnelovimi enačbami pri normalnih pogojih v zraku odbije približno 4 % vpadne svetlobe, se pravi da (zaradi dveh površin) prepusti približno 90 % vpadne svetlobe. Stekla z dodatkom germanijevega oksida se uporabljajo v elektroniki, na primer kot optična vlakna za prenos svetlobnih signalov.

### Druge lastnosti
Steklo je prozorna tekočina z zelo visoko viskoznostjo in amorfno zgradbo, ki se začne mehčati pri 500−700 °C. V raztaljenem stanju se lahko piha, valja, vleče, ekstrudira in uliva v različne votle izdelke, plošče ali zelo zapleteno oblikovane predmete. Steklo, ki ni laminirano ali kako drugače (termično) obdelano, je krhko in lomljivo, po drugi strani pa izredno trdno. Prenese do 30-krat večje tlačne obremenitve kot beton ali kamen in je zato zelo uporabno na številnih področjih.  
Stekla so dobri toplotni in električni izolatorji, nimajo nobenega vonja in se zaradi gladke površine lahko čistijo. Odporna so na večino kislin, topil in drugih agresivnih kemikalij, zato so primerna za izdelavo posod za shranjevanje živil ter večine kemikalij.

## Silikatna stekla

### Sestavine
Osnovna surovina silikatnih stekel je silicijev dioksid (SiO2). Silikatno steklo nastaja v naravi s posteklitvijo kremena v kremenčevem pesku med udarom strele. Pri tem nastanejo votle, razvejane, koreninam podobne strukture, imenovane fulgurit.
Čisto kremenčevo steklo je sestavljeno iz razmeroma čistega kremena. Od drugih stekel se razlikuje po tem, da ne vsebuje sestavin, ki se običajno dodajajo v steklo. Kremenčevo steklo ni kristalinično in nima pravega tališča ter je uporabno samo za nekatere posebne namene. Zaradi visoke temperature steklastega prehoda (preko 1200 °C) se ne uporablja zelo pogosto.
Kremenčevemu steklu so običajno dodajajo snovi, ki poenostavijo proizvodni proces. Ena od njih je natrijev karbonat (soda, Na2CO3), ki zniža temperaturo steklastega prehoda. Slaba stran dodajanja sode je, da postane steklo vodotopno, kar običajno ni zaželeno. To pomanjkljivost se odpravi z dodajanjem kalcijevega oksida (CaO), ki se običajno dodaja kot apnenec (CaCO3), magnezijevega oksida (MgO) ali aluminijevega oksida (Al2O3). Dodatki hkrati povečajo tudi kemijsko obstojnost stekla. Takšno steklo vsebuje 70−74 masnih % SiO2 in se imenuje natrijevo (ali soda-apno) steklo. Natrijevo steklo obsega 90 % svetovne proizvodnje stekla.
Večina stekel vsebuje dodatke, ki spremenijo njegove lastnosti. Svinčev oksid poveča njegov lomni količnik, kar daje, predvsem brušenemu steklu, zelo lep »briljanten« videz. Lomni količnik poveča tudi barij. Torijev oksid poveča lomni količnik in zmanjša sipanje svetlobe, zato se je torijevo steklo nekoč uporabljalo za izdelavo zelo kakovostnih leč. Zaradi radioaktivnosti so ga v sodobnih lečah za očala zamenjali z lantanom. Steklo z dodatkom železa dobro absorbira infrardeče valovanje in se uporablja na primer za toplotne filtre na filmskih projektorjih. Steklo s cerijevimi(IV) oksidi dobro absorbira ultravijolično valovanje.
V nadaljevanju so opisane najbolj pogoste vrste stekla, njihova sestava, lastnosti in uporabnost.
- Taljeni kremen ali taljeno kremenovo steklo je steklast silicijev dioksid (SiO2), v katerem so molekule SiO2 urejene naključno oziroma brez kristalne strukture. Steklo ima zelo majhen temperaturni razteznostni koeficient, je zelo trdo in odporno proti visokim temperaturam (1000−1500 °C). Je najbolj odporno proti staranju, ker ne vsebuje alkalij, ki bi jih izpirala voda. Uporablja se v visokotemperaturnih aplikacijah, na primer v cevnih pečeh, svetlobnih ceveh, talilnih lončkih itd.

- Natrijevo ali okensko steklo vsebuje 72 % kremena, 14,2 % natrijevega oksida (Na2O), 10,0 % kalcijevega oksida (CaO), 2,5 % magnezijevega oksida (MgO) in 0,6 % aluminijevega oksida (glinica, Al2O3). Je prozorno, enostavno za pripravo in najprimernejše za ravno (okensko) steklo. Ima visok temperaturni koeficient in majhno temperaturno obstojnost (500−600 °C). Uporabno je za okensko steklo, žarnice in namizni pribor. Steklo za posodo, na primer steklenice, vrče in kozarce, vsebuje več aluminijevega in kacijevega oksida ter manj natrijevega in magnezijevega oksida, ki sta bolj topna v vodi. Steklo je zato bolj odporno proti vodni koroziji.

- Natrijevo borosilikatno steklo (Pyrex, Boral) vsebuje 81 % kremena, 12 % borovega oksida (B2O3), 4,5 % natrijevega oksida in 2 % aluminijevega oksida. Ima mnogo manjši temperaturni razteznostni koeficient (7740 Pyrex CTE: 3,25x10-6 K-1)[7] od natrijevega stekla (9×10−6 K-1)[8] in je zato dimenzijsko mnogo bolj stabilno ter odpornejše proti pokanju zaradi hitrih temperaturnih sprememb. Uporablja se predvsem za laboratorijsko steklovino, kuhinjsko posodo, optične elemente in avtomobilske žaromete.

- Svinčevo ali kristalno steklo vsebuje 59 % kremena, 25 % svinčevega oksida (PbO), 12 % kalijevega oksida (K2O), 2 % natrijevega oksida, 1,5 % cinkovega oksida (ZnO) in 0,4 % aluminijevega oksida. Zaradi velike gostote ima velik lomni količnik in zato bolj »brilijanten« ali »kristalen« videz, čeprav ni kristal. Ima tudi veliko elastičnost in se lahko obdeluje, proti segrevanju pa ni najbolj odporno.

- Alumosilikatno steklo vsebuje  57 % kremena, 16 % aluminijevega oksida, 10 % kalcijevega oksida (CaO), 7 % magnezijevega oksida (MgO), 6 % barijevega oksida (BaO) in 4 % borovega trioksida (B2O3). Uporablja se predvsem za fiberglas, armiranje plastike (rezervoarji, čolni, ribiške palice itd.) in halogenske žarnice.

- Oksidno steklo vsebuje 90 % aluminijevega oksida in 10 % germanijevega dioksida (GeO2). Steklo je izjemno prozorno in se uporablja za izdelavo optičnih vlaken. Svetlobne izgube so samo 5 % na kilometer vlakna.[9] Večina optičnih vlaken je kljub temu izdelana iz stekel, katerih osnovna surovina je kremen.

## Proizvodnja
V proizvodnji stekla po šaržnem postopku se surovine najprej zmeljejo in zmešajo, nato pa prenesejo v talilno peč. Peči za masovno proizvodnjo natrijevega stekla so običajno ogrevane s plinom. Manjše peči ali talilni lonci za proizvodnjo posebnih stekel so lahko ogrevani tudi električno. Po taljenju se mora steklovina homogenizirati in rafinirati, se pravi, da se morajo iz nje odstraniti vsi mehurčki. Sledi končna obdelava s pihanjem, iztiskanjem, valjanjem in ulivanjem. 
Valjanje stekla je postopek za proizvodnjo ravnega stekla, ki temelji na valjanju delno ohlajene steklovine. Steklo ima pogosto napake zaradi napak v valjih in neenakomerno debelino zaradi ovalnosti in slabe nastavitve valjev. Postopek se zaradi teh pomanjkljivosti  vedno bolj opušča. 
Večina ravnega steklo za okna in podobne aplikacije se namesto tega proizvaja po tako imenovanem plavajočem postopku, ki sta ga v letih 1953 do 1957 razvila Sir Alastair Pilkington in Kenneth Bickerstaff v britanski steklarni Pilkington Brothers. Postopek ima v primerjavi z valjanjem številne prednosti in se je hitro uveljavil po celem svetu. Temelji na ulivanju staljenega stekla na gostejšo tekočino, običajno na raztaljen kositer, ki da steklu popolnoma ravno površino in enakomerno debelino. Zgornjo stran stekla se izpostavi dušiku pod visokim tlakom, kar ima podoben učinek kot poliranje. Po tem postopku se proizvede približno 90 % ravnega stekla.
Votlo steklo za steklenice in kozarce se proizvaja s pihanjem ali stiskanjem. Tovrstno steklo vsebuje malo več aluminijevega in kalcijevega oksida, ki izboljšata obstojnost proti vodi.   
Ko dobi steklo končno obliko, se običajno žari, da se sprostijo notranje napetosti. Sledi končna obdelava (površinska obdelava, laminiranje, premazovanje ...), ki izboljša kemijsko odpornost stekla, trdnost ali optične lastnosti.

### Barva
Steklo se barva na dva načina: z dodajanjem električno nabitih kovinskih ionov (ali barvnih centrov), ki so enakomerno porazdeljeni po celotni masi stekla, in z obarjanjem fino razpršenih delcev, na primer v fotokromnih lečah za očala. Okensko steklo je zaradi majhne debeline na videz brezbarvno, čeprav ga že 0,1 % železovega(II) oksida (FeO)  obarva rahlo zeleno, kar je opazno na debelejšem steklu in na prelomih. Dodatno FeO in Cr2O3 se uporabljata za barvanje zelenih steklenic. Žveplo, ogljik in železove soli v steklu tvorijo železove polisulfide, ki obarvajo steklo od rumenkaste do skoraj črne barve. Talina stekla dobi jantarno barvo tudi v redukcijski zgorevalni atmosferi. Majhne količine manganovega dioksida (MnO2) lahko izničijo zelenkast odtenek, ki ga povzroča železov(II) oksid. Umetniško steklo se barva po skrbno varovanih recepturah s specifičnimi kombinacijami kovinskih oksidov, temperatur in časa staranja raztaljene steklovine.

## Zgodovina silikatnega stekla
Slovenski izraz gláževina (steklene črepinje), angleški glass in nemški Glas izvirajo iz poznega Rimskega cesarstva. Rimljani so v svojih steklarnah v Trierju steklo imenovali glesum. Beseda je verjetno germanskega izvora in je pomenila prozorno, lesketajočo se snov.
Naravno steklo, predvsem vulkanski obsidijan, so uporabljale že mnoge kamenodobne skupnosti za izdelavo ostrega orodja in orožja. Obsidijan je bil zaradi omejenih virov zelo cenjeno trgovsko blago. Arheološke raziskave kažejo, da so prvo pravo steklo proizvedli v severni Siriji, Mezopotamiji ali Starem Egiptu. Najstarejši znani stekleni predmeti iz sredine 3. tisočletja pr. n. št. so koralde, ki so morda nastale kot stranski proizvod proizvodnje kovin (žlindra) ali fajanse, sintrane keramike, podobne steklu. Tudi v pred-Kolumbovski Srednji Ameriki so uporabljali obsidijan za dekoracijo, orodje in orožje.
Steklo je spadalo med luksuzne materiale, zaradi nesreč, ki so doletele civilizacije v pozni bronasti dobi, pa se je njegova proizvodnja očitno ustavila. Tehnologija in proizvodnja stekla se je ponovno razvila po letu 1730 pr. n. št. v južni Aziji. Zdi se, da se je v stari Kitajski steklarstvo razvilo pozno v primerjavi s proizvodnjo keramike in kovin. V Rimskem cesarstvu so bili stekleni predmeti razširjeni po vsem ozemlju. Uporabljali so se predvsem v gospodinjstvih, industriji in pokopih. 
V srednjem veku se je raba stekla zelo razširila. Iz njega so izdelovali posodo, okenske plošče in nakit. V 10. stoletju so začeli izdelovati tudi barvna steklena okna stolnic in cerkva. Po tem so najbolj slovele stolnica v Chartresu (1194-1250), bazilika Saint-Denis (1144), kapela Sainte-Chapelle (1239-1248) in stolnica v Gloucestru (1072–1104). Barvno steklo se je še posebej uveljavilo po oživitvi gotske arhitekture v 19. stoletju. V renesansi so postala velika barvna cerkvena okna zaradi spremembe arhitekture manj pomembna, začela pa so se širiti v zasebnih hišah. Barvne steklene plošče so bile sprva majhne in v oknih sestavljene s svinčeno zalivko, z razvojem tehnologije pa so postajale vedno večje in cenejše. V 20. stoletju je postalo steklo tako poceni, da so z njim obložene tudi izredno velike zgradbe. Arhitekturni prelom v povezavi z gradnjo iz stekla je prva Svetovna razstava v Londonu, ki je potekala v Kristalni palači, za tisti čas monumentalni zgradbi, zgrajeni iz nosilnega litega železa in stekla.
V 20. stoletju so iznašli več novih vrst stekla, na primer laminirano in armirano steklo in steklene zidake, in steklo se je začelo uveljavljati kot nov gradbeni material. 
Od 19. stoletja se ponovno oživljajo starodavne tehnike proizvodnje stekla,  vključno s kamejskim steklom, ki ga niso proizvajali vse od rimskih časov. Na začetku so ga uporabljali predvsem za izdelke v novoklasicističnem slogu. Uporaba umetniško obdelanega stekla se je močno povečala v obdobju Art Nouveau na koncu 19. in na začetku 20. stoletja. Iz tega obdobja so znane predvsem vaze in lestenci. Na začetku 20. stoletja so se začele ustanavljati velike steklarne, po letu 1960 pa tudi množica majhnih, v katerih steklo obdelujejo predvsem ročno.

### Dogodki v proizvodnji ravnega stekla
- 1126 – v Sussexu prvič proizvedejo tako imenovano »široko steklo«. Steklo se je najprej izpihalo v dolg podolgovat balon, ki se je še vroč prerezal po dolžini in zravnal na jekleni plošči.
- 1330 – V Rouenu proizvedejo »kronsko (okensko) steklo«. Po tem postopku se je steklo izpihalo v votlo kroglo ali krono, ki se je nato sploščila, ponovno segrela in z vrtenjem oblikovala v okroglo ploščo. Plošče so imele premer do 1,8 m.[20] Postopek je prevladoval do 19. stoletja.
- 1620 – v Londonu proizvedejo pihano ploščo, ki se je uporabljala za ogledala in okna za kočije.
- 1843 – Henry Bessemer iznajde prvi postopek za proizvodnje plavajočega stekla, z ulivanjem stekla na razteljen kositer. Postopek se zaradi visoke cene ni uveljavil.
- 1888 – uvede se strojno valjanje stekla, ki je omogočilo vtiskovanje vzorcev.
- 1898 – proizvajati se začne armirano steklo.
- 1959 – v Veliki Britaniji začnejo proizvajati plavajoče steklo.

## Druge vrste stekla
Nove kemijske sestave stekla in proizvodni postopki se najprej preizkusijo v majhnih količinah v laboratoriju. Pri tem se uporabljajo večinoma čiste kemikalije in surovine, ki se pogosto razlikujejo od tistih v industrijski proizvodnji, ker stroški ne igrajo ključne vloge. Posebno pozornost se posveča surovinam, ki reagirajo z vlago iz okolice in kemikalijami v njihovi bližini. Takšni so na primer oksidi in hidroksidi alkalijskih in zemljoalkalijskih kovin ter borov trioksid. Pomembna je tudi vsebnost nečistoč, ki jo je možno ovrednotiti na primer z izgubo pri žarenju. Med taljenjem steklene mase lahko pride do znatnih izgub zaradi hlapnosti surovin, zato se mora izbrati čim manj hlapne, na primer natrijev selenit (Na2SeO3) namesto bolj hlapnega selenovega dioksida (SeO2). Pri izbiri surovin je lahko pomembna tudi reaktivnost, zato se na primer namesto nereaktivnega Al2O3 raje izbere bolj reaktiven brezvodni Al(OH)3. Poskusi se pogosto opravljajo v platinastih lončkih, s čimer se zmanjša verjetnost onesnaženja vzorca zaradi uporabe keramičnih lončkov. Homogenost stekla se doseže z dobrim mešanjem surovin, mešanjem steklene mase in drobljenjem ter ponovnim taljenjem vzorca. Tako dobljeno steklo se pogosto žari, s čimer se prepreči pokanje med nadaljnjo predelavo.
Za proizvodnjo stekla iz surovin, ki se težko zasteklijo, so v zadnjem času razvili metode, ki zmanjšajo tvorbo kristalizacijskih jeder, in metode, ki omogočajo zelo hitro ohlajanje. Mednje sodijo aerodinamično lebdenje, pri kateri snov lebdi v curku plina in nima nobenega stika s posodo, drugi dve metodi pa sta stiskanje taline med dvema nakovaloma ali dvema valjema. 

### Zamreženo steklo
Nekatera stekla, ki ne vsebujejo kremena kot glavne sestavine, imajo fizikalno-kemijske lastnosti, primerne za proizvodnjo optičnih vlaken in druge specialne tehnične aplikacije. Mednje spadajo fluoridna, alumosilikatna, fosfatna boratna in halkogenidna stekla.
Surovine za oksidna stekla se delijo v tri razrede: tvorce mreže, intermediate in modifikatorje. Tvorci mreže (silicij, bor, germanij) zgradijo zelo prepleteno osnovno mrežo kemijskih vezi. Intermediati (titan, aluminij, cirkonij, berilij, magnezij, cink) lahko delujejo kot tvorci mreže ali modifikatorji, odvisno od sestave stekla. Modifikatorji (kalcij, svinec, litij, natrij, kalij) spremenijo mrežno strukturo. Običajno so prisotni kot ioni, kompenzirani z bližnjimi nepremoščenimi atomi kisika, ki so z eno kovalentno vezjo vezani na mrežo stekla, prost negativni naboj pa kompenzirajo s pozitivnimi ioni iz okolice. Nekateri elementi lahko igrajo več vlog: svinec, na primer, je lahko tvorec mreže (Pb+
4 zamenja Si+
4) ali modifikator.
Prisotnost nepremoščenih kisikovih atomov zmanjšuje relativno število močnih kemijskih vezi v steklu in razbije mrežo, s čimer se zmanjšata tališče in viskoznost taline.
Ioni alkalijskih kovin so majhni in gibljivi in dajejo steklu nekaj električne prevodnosti, predvsem v talini in pri visokih temperaturah. Njihova gibljivost hkrati zmanjša kemično odpornost stekla, ker se ioni izlužujejo z vodo. Ioni zemljoalkalijskih kovin imajo dva pozitivna naboja in potrebujejo za svojo kompenzacijo dva nepremoščena kisikova atoma. Njihovi ioni so zato mnogo manj gibljivi in ovirajo difuzijo drugih ionov, predvsem alkalijskih. Večina komercialnih stekel vsebuje tako alkalijske kot zemljoalkalijske ione, običajno natrijeve in kalcijjeva, kar olajša obdelavo in hkrati poveča odpornost proti koroziji. Odpornost stekla proti koroziji se lahko doseže z odstranitvijo alkalijskih ionov, na primer z žveplovimi ali fluorovimi spojinami. Prisotnost alkalnih kovinskih ionov ima neželene učinke tudi na dielektrične izgube in električno upornost, kar je treba upoštevati na primer pri steklih za elektroniko (zalivke, elektronke itd).
Dodatek svinčevega(II) oksida zniža tališče in viskoznost taline ter poveča lomni količnik stekla. Svinčev oksid olajša tudi raztapljanje drugih kovinskih oksidov in se zato uporablja v obarvanih steklih. Zmanjšanje viskoznosti je znatno, približno stokratno v primerjavi z natrijevimi stekli. Manjša viskoznost olajša izhajanje mehurčkov iz taline in omogoča obdelavo pri nižjih temperaturah. PbO se zato pogosto dodaja tudi steklenim emajlom in steklenim spajkam. Velik ionski polmer ionov Pb2+ ima za posledico togost strukture in ovirano gibanje drugih ionov. Svinčeva stekla imajo zato veliko električno upornost, ki je za kakšna dva reda velikosti večja od upornosti natrijevih stekel (108,5 v primerjavi z 106,5 Ohm•cm, istosmerni tok pri 250 °C).
Dodatek fluora zniža dielektrično konstanto stekla. Fluor je zelo elektronegativen in privlači elektrone, kar zniža polarizabilnost stekla. Silicijevo fluoridno steklo se zato uporablja na primer kot izolator v integriranih vezjih. Visoka vsebnost fluora povzroči nastajanje hlapnega SiF2O, kar ima za posledico termično nestabilnost stekla. Stabilnih sloji imajo zelo majhne dielektrične konstante – približno 3,5−3,7 F/m.

### Amorfne kovine
V preteklosti so se majhne količine amorfnih kovin z veliko površino (trakovi, žice, lističi …) proizvajali z ekstremno hitrim ohlajanjem taline. Hitrost ohlajanja mora biti resnično ekstremna, saj se že pri hitrosti milijon stopinj na sekundo začnejo tvoriti kristali. Amorfne kovinske žice so se proizvajale s pršenjem kovinske taline na vrteče se kovinske plošče. V zadnjem času se iz več zlitin proizvajajo že več kot milimeter debele ploščice, imenovane tudi kovinsko steklo. Proizvaja se več vrst cirkonijevih kovinskih stekel in amorfno jeklo, ki ima mnogo boljše mehanske lastnosti od običajnih jeklenih zlitin.
Leta 2004 so raziskovalci iz ameriškega Narodnega urada za standarde in tehnologijo predstavili dokaze, da bi se lahko izotropna nekristalinična kovinska faza, imenovana q-steklo, pridobila tudi neposredno iz taline.

### Elektroliti
Elektroliti ali raztaljene soli so zmesi različnih ionov. Če se zmeša tri ali več vrst ionskih spojin različnih velikosti in oblik, je kristalizacija lahko tako otežena, da se talina podhladi v steklo. Najbolj raziskano je steklo Ca0,4K0,6(NO3)1,4.

### Vodne raztopine
Nekatere vodne raztopine se lahko podhladijo v steklasto stanje. Takšna je na primer raztopina LiCl:RH2O, v kateri je 4<R<8.  

### Molekularne tekočine
Molekularna tekočina je sestavljena iz molekul, ki ne tvorijo kovalentne mreže, ampak so povezane samo z van der Waalsovimi silami ali prehodnimi vodikovimi vezmi. Mnogo takšnih tekočin se lahko podhladi v steklo. Najbolj znano molekularno steklo je sladkorno steklo. 
Trdnine lahko pri ekstremno visokih temperaturah in tlakih zelo spremenijo svojo strukturo, kar lahko privede do poliamorfnih faznih prehodov. Leta 2006 so italijanski znanstveniki pod ekstremnim tlakom ustvarili amorfno fazo ogljikovega dioksida. Imenovali so jo amorfna karbonija ali a-CO2. Snov ima podobno atomsko strukturo kot kremen.

### Polimeri
Polimerna stekla, najpogosteje poliakrilati, polikarbonati in polietilen tereftalati, so zaradi majhne gostote pogosto mnogo bolj uporabna kot tradicionalna anorganska stekla. Iz njih izdelujejo okensko steklo, steklenice, optične in očesne leče in drugo.
Med pomembna polimerna stekla spadajo tudi amorfni in steklasti farmacevtski proizvodi. Uporabni so predvsem zato, ker so njihove sestavine v amorfni obliki mnogo bolj topne v primerjavi z njihovo kristalno različico. Mnogo farmacevtskih proizvodov v kristalni obliki je celo popolnoma netopnih v vodi.

### Koloidna stekla
Nekatere koncentrirane koloidne suspenzije imajo lastnosti stekla in imajo celo steklast prehod.

### Steklokeramika
Steklokeramični materiali imajo lastnosti amorfnega  stekla in kristalaste keramike. Izdelani so kot steklo, med kasnejšo toplotno obdelavo pa delno kristalizirajo, tako da vsebujejo amorfno in kristalasto fazo. Posoda iz steklokeramičnih materialov je izredno neprepustna za tekočine, pogosto, a ne vedno, tudi za vodo, kar se ugotavlja s posebnim režimom preskušanja.
Steklokeramika je običajno zmes litijevih spojin in alumosilikatov, ki ima zanimive termokemijske lastnosti. Tržno najpomembnejša je odpornost proti nepredvidenemu temperaturnemu šoku, se pravi zelo hitri in veliki spremembi temperature. V steklokeramiki se negativni temperaturni koeficient razteznosti kristalne faze kompenzira s pozitivnim temperaturnim razteznostnim koeficientom steklaste faze. Če snov vsebuje približno 70 % kristalne faze, se učinka skoraj izničita. Steklokeramika ima zato izredne mehanske lastnosti in je odporna proti ponavljajočim se hitrim temperaturnim spremembam do 1000 °C.

## Struktura
Steklo ima podobno strukturo kot druge amorfne trdne snovi, za katere je značilno pomanjkanje dolgih odsekov translacijske periodičnosti. Stekla imajo zaradi značilnosti kemijskih vezi namesto tega visok delež kratkih, urejenih atomskih poliedrov.

### Tvorba stekla iz podhlajene taline
V fiziki je steklo (ali steklasta trdnina)  definirano kot snov, ki je nastala s hitrim ohlajanjem (kaljenjem) taline. Naziv steklo se kljub temu pogosto uporablja za opis katerekoli amorfne snovi, ki ima temperaturo steklastega prehoda Tg. Če je ohlajanje dovolj hitro v primerjavi s hitrostjo kristalizacije, talina ne more kristalizirati, temveč obdrži neurejeno atomsko konfiguracijo podhlajene taline, ki je prešla v trdno stanje pri temperaturi Tg. Sposobnost snovi, da med hitrim ohlajanjem tvori steklo, se imenuje steklotvornost in jo je mogoče predvideti s teorijo togosti. Struktura stekla je na splošno metastabilna v primerjavi z njeno kristalno obliko, čeprav v nekaterih primerih, na primer v ataktičnih polimerih, amorfna faza nima svojega kristalnega analoga.
Nekateri avtorji imajo steklo za tekočino, ker nima faznega prehoda prvega reda, v katerem so nekatere termodinamske spremenljivke, kot so prostornina, entropija in entalpija, prekinjene. Steklast prehod se lahko opiše kot nekakšen analog faznega prehoda drugega reda, v katerem so prekinjene intenzivne termodinamske spremenljivke, kot sta temperaturna razteznost in toplotna kapaciteta. Teorija ravnotežja faznih prehodov za steklo ne drži v celoti, zato steklastega prehoda ne moremo uvrstiti med klasične ravnotežne fazne prehode v trdnih snoveh.
Steklo je amorfna trdnina z atomsko zgradbo, podobno zgradbam podhlajenih tekočin, in mehanskimi lastnostmi trdnih snovi. Trditve, da steklo teče z izjemno majhno hitrostjo, ne potrjuje nobena znanstvena raziskava ali teoretična analiza. Laboratorijske meritve pri sobni temperaturi so pokazale, da bi lastnosti stekla ustrezale lastnostim tekočine z viskoznostjo reda velikosti 1017–1018 Pa s.
Četudi ima atomska zgradba stekla nekaj značilnosti zgradbe podhlajene tekočine, ima steklo pod temperaturo steklastega prehoda značilnosti trdne snovi.  Podhlajena tekočina se obnaša kot tekočina, čeprav je njena temperatura nižja od temperature tališča, in v nekaterih primerih ob dodatku kristalizacijskih jeder v trenutku kristalizira. Sprememba toplotne kapacitete pri steklastem prehodu in zamrzovanju primerljivih tekočin kažejo, da so primerljive tudi spremembe aktivnih stopenj svobode. V steklih in kristalih ostane aktivna večinoma samo vibracijska stopnja svobode, rotacijsko in translacijsko gibanje pa je ustavljeno. Posledica tega je, da so kristalaste in nekristalaste snovi med potekom večine preizkusov toge.

### Lastnosti zelo starega stekla
Opazovanja starih oken so pokazala, da so stekla na spodnjem delu včasih debelejša kot na zgornjem, kar naj bi bilo posledica nekaj sto let trajajočega tečenja stekla. Steklo je torej tekočina. Trditev je seveda napačna: ko se steklo strdi, preneha teči. Razlike v debelini so posledica pihanja in ravnanja napihnjenega stekla, ki ni moglo biti natančno. Steklene plošče so nato razrezali na velikost okenskega okvira in jih vgradili z debelejšo stranjo navzdol, da bi bile bolj stabilne in da bi se voda ne nabirala v svinčeni zalivki na dnu okna. Manjšo debelino stekla so pogosto izmerili tudi na spodnji strani okna in ob straneh.
Podobne lastnosti ima tudi ravno okensko steklo, proizvedeno na začetku 20. stoletja. Staljeno steklo se je takrat razlilo po veliki hladilni plošči, zato je bilo na mestu vlivanja, se pravi na sredini, vedno debelejše kot na robovih. Manjše plošče so bile zato po razrezu neenakomerno debele. Mesto, kjer se je steklo nalivalo, so imenovali »bikovo oko«  in so ga uporabili za dekoracije. Sodobna okenska stekla so proizvedena po plavajočem postopku in so izredno enakomerno debela.
Teoriji tečenja stekla nasprotuje tudi več drugih ugotovitev:
- Strokovnjak za gradiva Edgar D. Zanotto trdi, da je »predviden relaksacijski čas za GeO2 pri sobni temperaturi 1032 let, kar je nekajkrat več kot je ocenjena starost vesolja«.[56]
- Če srednjeveška stekla tečejo, bi morala teči tudi antična rimska in egipčanska, vendar tega niso opazili.
- Teči bi moral tudi obsidian in izgubiti ostre robove, česar tudi niso opazili, četudi ima obsidian morda drugačno viskoznost kot steklo.[48]
- Učinek tečenja bi moral biti opazen tudi na staroveških teleskopih, saj bi dramatično spremenil njihove optične lastnosti. Tudi tega pojava niso opazili.[48]

Naštete trditve ne veljajo za snovi, ki imajo temperaturo steklastega prehoda blizu sobne temperature. Takšne so na primer nekatere plastike, ki se uporabljajo v vsakdanjem življenju, na primer polistiren in polipropilen.

## Steklarstvo v Sloveniji

### Do 17. stoletja
Stekleno okrasje najdemo že v grobovih mladohalštatskega obdobja (železna doba), ko je na Dolenjskem delovala steklarska delavnica. Iz rimske dobe so na ozemlju Slovenije izpričane delavnice v Celju in Ptuju. V prvi četrtini 1. stoletja se je z Bližnjega vzhoda na naše ozemlje razširila tehnika pihanja steklene mase v kalup, kar je proizvodnjo pocenilo in s tem razširilo uporabo. v 4. in 5. stoletju je steklarstvo nazadovalo in nato po propadu rimskega imperija za nekaj stoletij verjetno popolnoma izginilo. Tako se prvi steklarski mojster omenja spet leta 1462 v Mariboru in 1510 v Ljubljani. 
V 16. stoletju so steklo izdelovali v mestnih in gozdnih steklarnah. Mestne so glede tehnike povzemale beneški postopek (dodajanje sode stekleni masi), gozdne steklarne pa so izkoriščale naravne vire v okolici (les, kremenonosne kamnine). Gozdne so najpogosteje obratovale do 25 let, saj je nato običajno v okolici začelo primanjkovati lesa.

### Glažute
Prve glažute (iz nemškega Glashütte – steklarska koča) na našem ozemlju so se številčneje začele odpirati na koncu 17. stoletja, večinoma pa od sredine 18. do sredine 19. stoletja. Prvi steklarji so prišli iz Nemčije in Češke. Za kurjavo so sprva uporabljali lesno oglje, kasneje premog. Največ glažut je bilo na Pohorju (Areh, Rakovec pri Vitanju, Josipdol) in med Savinjo in Savo, skupaj približno dvajset, in v Obsotelju sedem. Ohranila se je samo glažuta v Straži, sedanja steklarna Vetropac Straža, Hum na Sutli, Hrvaška.

### Sodobne steklarne
Steklarna Rogaška Slatina je bila ustanovljena leta 1927. V njej so bili sprva zaposleni večinoma steklarji iz Zagorja. Proizvaja predvsem gladko in brušeno svinčevo steklo, katerega večino izvozi, predvsem v Ameriko, Nemčijo, Japonsko, Italijo, Švico, Avstrijo in drugam.
V Rogaški Slatini in okolici se je v zadnjem času razvilo tudi nekaj manjših zasebnih steklarn.
Steklarna Hrastnik je stara več kot 150 let. Proizvaja predvsem namizno steklo, specialno stekleno embalažo in razsvetljevalno steklo. Proizvodnja poteka strojno in ročno.
Steklarna Hrpelje je bila ustanovljena leta 1955 kot Tovarna steklene galanterije. 1. decembra 1956 je bila preoblikovana v Tovarno optičnih in steklopihaških izdelkov. Kasneje se je večkrat preimenovala in bila leta 2003 ukinjena. Pred ukinitvijo je zaposlovala 144 delavcev.
Leta 1965 so odprli steklarno za proizvodnjo ravnega stekla v Bršlinu pri Novem mestu, ki že dolgo ne obratuje.